# Pinna rugosa
Die Pinna rugosa ist eine Muschel-Art aus der Familie der Steckmuscheln (Pinnidae). Sie kommt im östlichen Pazifik von Niederkalifornien bis Peru sowie in den Gewässern um die Galapagos-Inseln vor.

## Merkmale
Das Gehäuse ist länglich-dreieckig und mäßig gebläht. Es wird bis zu 59 cm lang. Dorsal- und Ventralrand sind nahezu gerade. Der Hinterrand ist gewölbt. Die unscheinbare, kleinen Wirbel sitzen an der vorderen Spitze des Gehäuses. Der kleine längliche vordere Schließmuskel sitzt in der vordersten Spitze des Gehäuses. Der, längliche, deutlich größere hintere Schließmuskel sitzt knapp in der hinteren Gehäusehälfte, etwas vom hinteren Ende des dorsalen Lobus der Perlmuttschicht entfernt. Der ventrale Lobus ist deutlich kürzer. Ventraler und dorsaler Lobus sind von einem sehr schmalen Sulcus voneinander getrennt, der bis fast zum vorderen Schließmuskel reicht. Die Perlmuttschicht reicht dorsal bis zu zwei Dritteln der Gehäuselänge (vom Vorderrand aus gesehen). Das Ligament erstreckt sich über die Hälfte des Dorsalrandes. 
Die hornbraune Schale ist bei juvenilen Gehäusen durchscheinend, dünn und zerbrechlich. Ältere Gehäuse haben eine nur geringfügig dickere Schale, sind aber kaum noch durchscheinend und etwas dunkler gefärbt. Es sind 6 bis 15 Längsrippen vorhanden, meist sind es sechs bis acht. Die Zahl der Rippen hängt auch vom Alter ab. Sie vermehren sich durch Einschaltung von Zwischenrippen. Die Rippen sind mit kräftigen, nach hinten gerichteten, offenen, röhrenförmigen Stacheln besetzt. Am kräftigsten sind die Stacheln gewöhnlich am Hinterende. In großen und alten Exemplaren können die Stacheln allerdings schon weitgehend abgerieben sein. 

### Ähnliche Arten
Pinna rugosa ist im Verbreitungsgebiet die einzige Pinna-Art und kann somit nicht verwechselt werden. Die anderen Steckmuschel-Arten gehören zur Gattung Atrina und zu Streptopinna, die sich vor allem im Umriss deutlich unterscheiden.

## Geographische Verbreitung und Lebensraum
Das Verbreitungsgebiet der Art erstreckt sich im östlichen Pazifik von Niederkalifornien (bei 28° N), dem Golf von Kalifornien (bis 31° N) über Panama bis nach Peru (5° S) sowie bis zu den Gewässern um die Galapagos-Inseln.
Die Art lebt auf sandigen Böden zwischen Felsen und Kies vom Gezeitenbereich bis in etwa 100 Meter Wassertiefe.
Pinna rugosa ist getrenntgeschlechtlich, allerdings mit einem hohen Anteil an hermaphroditischen Individuen (rd. 20 %). Im Golf von Kalifornien reproduziert sich die Art von Mai bis November in Abhängigkeit von der Wassertemperatur. In der Mantelhöhle leben gelegentlich als Kommensalen die Garnele Pontonia simplex Holthuis, 1951 und der kleine Eingeweidefisch Encheliophis dubius (Putnam, 1874).

## Wirtschaftliche Bedeutung
Im Golf von Kalifornien wird die Art intensiv befischt. Gegessen wird in erster Linie der große hintere Schließmuskel, aber auch der kleinere vordere Schließmuskel und gelegentlich der Mantel. Dekorative Gehäuse werden als Schmuckstücke und Andenken verkauft.

## Taxonomie
Die Art wurde 1835 von George Brettingham Sowerby I aufgestellt. MolluscaBase akzeptiert Pinna rugosa als gültige Art.